# Семёнов, Александр Александрович
Алекса́ндр Алекса́ндрович Семёнов (1873—1958) — российский и советский востоковед, доктор исторических наук, профессор, один из основателей Ташкентского университета, академик АН Таджикской ССР (1951), член-корреспондент АН Узбекской ССР (1943), директор Института истории, археологии, этнографии АН Таджикской ССР (с 1954 года).

## Биография
Александр Александрович Семёнов родился 30 сентября (12 октября) 1873 года в селе Польное Конобеево Шацкого уезда Тамбовской губернии. После окончания Тамбовского Екатерининского учительского института А. А. Семёнов был принят в Лазаревский институт восточных языков в Москве и окончил его в 1900 году с дипломом первой степени, получив специальность ориенталиста со знанием трёх восточных языков.
В мае 1901 года он был назначен заведующим статистическим отделом канцелярии начальника Закаспийской области и проработал в этой должности до 1906 года. В свободное время А. А. Семёнов занимался изучением природных богатств, истории и культуры края. В частности, А. А. Семёнов участвовал в экспедиции американца Рафаэль Пумпелли, который проводил археологические раскопки под Мервом (ныне Мары) на Гяуркале и двух холмов в Анау.
В 1898 году вместе с графом Алексеем Алексеевичем Бобринским он отправился в экспедицию, маршрут которой пролегал от Самарканда, через Зарафшанские горы, Каратегин, Дарваз в долину реки Пяндж, затем в селение Калаи Хумб и в долину реки Яхсу, затем в селение Пата-Гиссар на правом берегу Амударьи и потом в Самарканд.. Результатом её стала опубликованная в Москве в 1903 году книга «Этнографические очерки Зарафшанских гор, Каратегина и Дарваза», за которую Семёнов получил золотую медаль Общества любителей естествознания, антропологии и этнографии при Московском университете.
Летом 1906 года А. А. Семёнов был переведён из Ашхабада в Ташкент в канцелярию Туркестанского генерал-губернаторства. 26 июня 1906 года он был введён в состав Наблюдательного комитета за ведением дел Туркестанской публичной библиотеки и музея. В июне 1911 года А. А. Семёнов стал заниматься в качестве чиновника дипломатической работой. В период Первой мировой войны он был назначен вице-губернатором Самаркандской области. Он проработал в Главном управлении Туркестанского края и по ведомству Министерства иностранных дел до 1917 года.

Групповая фотография чиновников Туркестанского генерал-губернаторства. Сидят (слева направо): Андрей Дмитриевич Калмыков, Николай Петрович Остроумов, Деан Иванович Субботич, Ефимов (Сахаров), Николай Гурьевич Маллицкий, стоят слева направо: Александр Александрович Семёнов, И. Ягелло, И. Беляев

В конце апреля 1917 года был советником при Российском резидентстве в Бухаре. А. А. Семёнов дослужился до чина статского советника, награждён многими орденами Российской империи и Бухарского эмирата.
25 апреля 1918 года А. А. Семёнов был командирован Совнаркомом Туркестанской АССР в Москву и Петроград для решения вопросов, связанных с открытием в Ташкенте университета. В начале мая 1918 года А. А. Семёнов приехал в город Моршанск, где находилась его семья. В 1918 и 1919 годах он занимался в Петрограде и Москве работой по подготовке переезда в организуемый в Ташкенте университет преподавателей и профессоров и разработкой учебных программ. В 1920 году А. А. Семёнов вернулся в Ташкент на санитарном поезде № 159, доставившим в Ташкент первых профессоров и преподавателей, а также оборудование для ТуркГУ.
С 1921 года А. А. Семёнов стал профессором на Восточном факультете Среднеазиатского университета.
Весной 1931 года Восточный факультет университета был закрыт по решению властей. После этого А. А. Семёнов получил приглашение на работу из Таджикистана, но вскоре он был арестован в Душанбе и месяц провёл там в тюрьме. Затем он был переведён в Ташкент, где в это время шло следствие по делу арестованных профессоров и преподавателей закрытых факультетов университета.
В 1932—1934 годах А. А. Семёнов находился в ссылке в Казани, после чего вернулся в Ташкент.
С 1935 по декабрь 1941 года А. А. Семёнов работал старшим научным сотрудником Научно-исследовательского института искусствознания УзССР. Он также работал в Ташкентской консерватории и Республиканском научно-исследовательском кабинете.
В июне 1941 года Семёнов в составе археологической экспедиции в Самарканде принял участие в изучении погребений тимуридов в мавзолее Гур-Эмира.
В 40-е годы XX века А. А. Семёнов преподавал историю Средней Азии периода XVI — середины XIX вв. в Среднеазиатском университете студентам и аспирантам (расширенный курс). У студентов-старшекурсников и аспирантов он вёл курс источниковедения по истории Средней Азии, у студентов-археологов — курсы арабской палеографии, средневековой среднеазиатской метрологии и курс «Хронология Востока».
Семёнов был создателем собственной школы среднеазиатской ориенталистики. Его учениками считали себя несколько поколений научных работников, живших и работавших в Средней Азии. Он обладал замечательной памятью и огромной эрудицией, был увлекательным и остроумным рассказчиком, автором интересных мемуаров, наблюдавшим жизнь и быт народов Средней Азии на протяжении почти шестидесяти лет.
С 1954 года Александр Александрович Семёнов работал директором института истории, археологии, этнографии АН Таджикской ССР.
Умер Александр Александрович Семёнов 16 ноября 1958 года в Ташкенте.

## Научная деятельность
А. А. Семёнов являлся крупнейшим знатоком восточных рукописных источников (преимущественно персидско-таджикской) и выдающимся специалистом по истории ислама в Средней Азии, в частности исмаилитов. По словам академика И. Ю. Крачковского, работы А. А. Семенова «ввели в обиход колоссальный материал по исламоведению. Его труды, связанные с разработкой среднеазиатских рукописей, в частности арабских, занимают у нас совершенно исключительное место».
В 1903 году А. А. Семёнов перевел с таджикского языка сказание об основании Бухары. В 1907 году он опубликовал перевод с персидского языка первые главы из «Тарих-и Муким хани» по рукописи, принадлежавшей Закаспийской областной общественной библиотеке в Асхабаде, переписанной неким Османом в 1229 г.х. (1813/14г.). В 1914 году А. А. Семёнов опубликовал исследование на основании приобретенной им у салаватских (притермезских) ходжей рукописи конца XVI в., содержавшей жизнеописание современника шейбанидов шейха Ходжа Мухаммад Ислама (Ходжа Джуйбари).
Также на материалах рукописных источников и их анализе базировались публикации А. А. Семёнова по биографии бухарского шейха Беха Аддина, воззрениям мусульман на качество и значение благородных камней и минералов и др. А. А. Семенов также осуществил и ряд небольших переводов с новейших сочинений местных авторов.
А. А. Семёнов также известен как один из пионеров среднеазиатской археологии, исторического краеведения в целом. В 1898 г. А. А. Семёнов впервые посетил присурхандарьинскую группу развалин древних строений в районе Термеза. Вторичную поездку в Термез он осуществил в 1913 году. В 1914 году он составил иллюстрированное описание архитектурного ансамбля «Султон-Садат».
С 20 октября 1906 года А. А. Семёнов стал действительным членом Туркестанского Кружка любителей археологии в Ташкенте, на заседании которого он многократно выступал с сообщениями об отдельных памятниках древности. Его выступления во многом способствовали введению их в научный оборот.
А. А. Семёнов принял участие в составлении в 1914—1916 годах 544—591 томов знаменитого «Туркестанский сборник сочинений и статей, относящихся до Средней Азии вообще и Туркестанскому краю в особенности».

## Сочинения
А. А. Семёнов был знатоком творчества А. Навои и других среднеазиатских поэтов и мыслителей Средней Азии. Семёнов внес значительный вклад в публикацию эпиграфических памятников, среди которых «Надпись на надгробии псевдо-Сейид Омар в Гур-и Эмире в Самарканде», «Надпись на надгробиях Тимура и его потомков», «Надпись на могильной плите бухарского эмира Шах Мурада Масуда» и другие. Кроме того, он занимался каталогизацией восточных рукописей, в том числе из собраний В. В. Вельяминова-Зернова и других библиотек, таких как Бухарская центральная библиотека и библиотека САГУ.
Семёнов также является автором ряда фундаментальных трудов, включая «Указатель персидской литературы по истории узбеков в Средней Азии». В 1952—1963 годах при его активном участии и под общей редакцией было издано семь томов «Собрания восточных рукописей Академии наук Узбекской ССР». Он также перевёл и издал ценные рукописные источники, такие как «Мукимханская история» Мухаммада Юсуфа Мунши, «Убайдулла наме» Мир Мухаммеда Амин-и Бухари и «Дневник похода Тимура в Индию» Гийасаддина Али.
Семёнов являлся автором множества научных публикаций, затрагивающих важные вопросы истории Средней Азии, особенно эпохи Средних веков. Среди его работ можно выделить такие исследования, как «К вопросу о происхождении Саманидов», «К вопросу об этническом и классовом составе северных городов империи Хорезм-Шахов в XII веке», «Шейбани-хан и завоевание им империи Тимуридов» и другие. Также он написал работы по более позднему периоду, например, «К истории дипломатических отношений между Россией и Бухарой в начале XIX века» и «Очерк устройства центрального административного управления Бухарского ханства позднейшего времени».
В 1947 году Семёнов принимал участие в написании второго тома «Истории народов Узбекистана», где изложены разделы о феодальных узбекских ханствах с конца XVI до середины XIX века. Его работа в области археологии также была значима: на основе археологических данных он подготовил доклад «Роль Средней Азии в распространении материальных и духовных ценностей», представленный на I Всесоюзной конференции востоковедов в Ташкенте в 1957 году.
Александр Александрович Семёнов является автором более 200 научных публикаций, внесших весомый вклад в изучение истории, культуры и литературы Средней Азии.

## Награды
А. А. Семёнов был награждён двумя орденами Трудового Красного Знамени, двумя орденами «Знак Почёта», медалями, почетными грамотами Президиумов Верховных Советов Узбекской и Таджикской ССР. В декабре 1944 года ему было присвоено звание заслуженного деятеля науки Узбекской ССР, а в феврале 1946 года — заслуженного деятеля науки Таджикской ССР. В 1956 году А. А. Семёнов был избран депутатом Верховного Совета Таджикской ССР. 3 ноября 1943 года он был избран членом-корреспондентом Академии наук Узбекской ССР. 14 апреля 1951 года он стал действительным членом (академиком) Академии наук Таджикской ССР. В последние годы жизни он был директором Института истории, археологии и этнографии Академии наук Таджикистана.